# Hronovce
Hronovce (Hongaars: Lekér) is een Slowaakse gemeente in de regio Nitra, en maakt deel uit van het district Levice.
Hronovce telt 1.553 inwoners.